# Hai Ngoc Tran
Hai Ngoc Tran (tên tiếng Việt: Trần Ngọc Hải; sinh ngày 10 tháng 1 năm 1975) là một cựu cầu thủ bóng đá chuyên nghiệp người Na Uy gốc Việt. Ông từng chơi cho Kongsvinger IL Toppfotball và Vålerenga Fotball. Có số lần được gọi vào đội tuyển U-21 quốc gia Na Uy nhiều nhất đến năm 2002.
Sau khi giã từ sân cỏ, anh gia nhập làng giải trí tại Kongsvinger. Hiện giờ anh đang làm chủ nhà hàng Manis và hộp đêm Shark.
Đây là cầu thủ người Việt đầu tiên tham dự giải đấu cúp châu Âu. Mùa giải 1998 câu lạc bộ Valerenga tham dự ở cúp C2 châu Âu và Hai Ngoc Tran là cầu thủ hậu vệ cánh đã tham dự trận đấu đó.